# Veržej
Veržej este o localitate din comuna Veržej, Slovenia, cu o populație de 956 de locuitori.